# Нардомас (річка)
Нардома́с (рос. Нардомас) — річка у Кіровській області (Кільмезький район) та Удмуртії (Вавозький район), Росія, права притока Ідика.
Довжина річки становить 7 км. Бере початок на південній околиці однойменного присілку Нардомас, впадає до Ідика за 3 км на південь від присілку Єрьоміно. Напрямок річки на північний захід та північ. Нижня течія заболочена.
На річці розташовано присілок Кільмезького району Азіково.
| Річка | Це незавершена стаття про річку. Ви можете допомогти проєкту, виправивши або дописавши її. |